# Меришору де Мунте (Хунедоара)
Меришору де Мунте (рум. Merișoru de Munte) насеље је у Румунији у округу Хунедоара у општини Чербал. Oпштина се налази на надморској висини од 751 m.

## Становништво
Према подацима из 2002. године у насељу је живело 21 становника, од којих су сви румунске националности.